# Дімітров (село)
Дімітров (вірм. Դիմիտրով) — село в марзі Арарат, у центрі Вірменії. Село розташоване за 10 км на північний захід від міста Арташат, за 10 км на південний схід від міста Масіс, за 1 км на південь від села Мхчян, за 1 км на північ від села Масіс та за 3 км на північний схід від села Араксаван. Поруч проходить траса Єреван — Степанакерт та залізниця Масіс — Єрасх. Село назване на честь болгарського комуніста Георгія Дімітрова. Значну частку населення села складають ассирійці.